# Смит, Уилфред Кантуэлл
Уилфред Кантуэлл Смит (англ. Wilfred Cantwell Smith; 21 июля 1916, Торонто — 7 февраля 2000, там же) — канадский теолог, исследователь ислама, специалист по сравнительному религиоведению. Профессор-эмерит.

## Биография
Окончил Торонтский университет со степенью бакалавра с отличием по восточным языкам (1938). Был христианским активистом и возглавлял Канадское студенческое христианское движение. Затем учился в Англии, где занимался в том числе у Г. А. Р. Гибба, учился в Кембридже, который отверг его диссертацию об исламе в Индии из-за содержавшейся в ней марксистской критики британского владычества в Индии. Он опубликовал её в Индии в 1943 году. С супругой они провели семь лет в Индии (1940-46), когда Смит преподавал историю в христианском колледже в Лахоре. В 1944 году он был рукоположен в пресвитерианский сан.
Затем они возвратились в Торонто, после чего Смит поступил в Принстон, где получил степени магистра и доктора философии по исламоведению соответственно в 1947 и 1948 годах. Его диссертация легла в основу его основополагающей книги «Ислам в современной истории» (Islam in Modern History; 1957, переиздана в Принстоне в 1977 году).
В 1949-63 гг. именной профессор в Университет Макгилла, где в 1952 году основал институт Исламоведения. В 1964-73 гг. профессор в Гарварде и возглавлял его Центр изучения мировых религий, сменив в должности его директора-основателя Роберта Слейтера. Затем перешёл на должность именного профессора в один из университетов канадского Галифакса, где основал теологический факультет. В 1978 г. вернулся в Гарвард, с 1984 г. его эмерит-профессор сравнительного религиоведения. С 1985 года с. н. с. теологического факультета Тринити-колледжа Торонтского университета.
Являлся президентом Канадского богословского общества, Американского общества по изучению религии, Американской академии религии, Ассоциации ближневосточных исследований Международного конгресса востоковедов.
Имел брата (ум. 1994).
Во время учёбы в университете Торонто познакомился с Мюриэл Маккензи, ставшей в 1939 году его женой и соратницей на всю жизнь.
Пять детей (годы рождения между 1946-54 гг.).
Автор книг «Islam in Modern History» (1957) и «Towards a World Theology» (1981).
Его работы переводились на более чем десять языков.
Основным положением Смита указывают представление о том, что религиозная истина (не в теологическом, а в исследовательском смысле) находится не в доктринах, а в исповедующих веру людях.
Офицер ордена Канады (2000).
Член Американской академии искусств и наук.
Отмечен более чем десятью почётными степенями.